# Podgorac (Ražanj)
Pour les articles homonymes, voir Podgorac.
Podgorac (en serbe cyrillique : Подгорац) est un village de Serbie situé dans la municipalité de Ražanj, district de Nišava. Au recensement de 2011, il comptait 397 habitants.

## Démographie

### Évolution historique de la population
| 1948  | 1953  | 1961  | 1971 | 1981 | 1991 | 2002 | 2011 |
| ----- | ----- | ----- | ---- | ---- | ---- | ---- | ---- |
| 1 063 | 1 095 | 1 034 | 911  | 802  | 649  | 516  | 397  |

|  |